# Tahirou Barry
 (septembre 2021).
La mise en forme du texte ne suit pas les recommandations de Wikipédia : il faut le « wikifier ».
Les points d'amélioration suivants sont les cas les plus fréquents :
- Les titres sont pré-formatés par le logiciel. Ils ne sont ni en capitales, ni en gras.
- Le texte ne doit pas être écrit en capitales (les noms de famille non plus), ni en gras, ni en italique, ni en « petit »…
- Le gras n'est utilisé que pour surligner le titre de l'article dans l'introduction, une seule fois.
- L'italique est rarement utilisé : mots en langue étrangère, titres d'œuvres, noms de bateaux, etc.
- Les citations ne sont pas en italique mais en corps de texte normal. Elles sont entourées par des guillemets français : « et ».
- Les listes à puces sont à éviter, des paragraphes rédigés étant largement préférés. Les tableaux sont à réserver à la présentation de données structurées (résultats, etc.).
- Les appels de note de bas de page (petits chiffres en exposant, introduits par l'outil «  Source ») sont à placer entre la fin de phrase et le point final[comme ça].
- Les liens internes (vers d'autres articles de Wikipédia) sont à choisir avec parcimonie. Créez des liens vers des articles approfondissant le sujet. Les termes génériques sans rapport avec le sujet sont à éviter, ainsi que les répétitions de liens vers un même terme.
- Les liens externes sont à placer uniquement dans une section « Liens externes », à la fin de l'article. Ces liens sont à choisir avec parcimonie suivant les règles définies. Si un lien sert de source à l'article, son insertion dans le texte est à faire par les notes de bas de page.
- La présentation des références doit suivre les conventions bibliographiques. Il est recommandé d'utiliser les modèles {{Ouvrage}}, {{Chapitre}}, {{Article}}, {{Lien web}} et/ou {{Bibliographie}}. Le mode d'édition visuel peut mettre en forme automatiquement les références.
- Insérer une infobox (cadre d'informations à droite) n'est pas obligatoire pour parachever la mise en page.

Pour une aide détaillée, merci de consulter Aide:Wikification.
Si vous pensez que ces points ont été résolus, vous pouvez retirer ce bandeau et améliorer la mise en forme d'un autre article.
Tahirou Barry est un homme politique burkinabè né le 27 juillet 1975 à Gagnoa en Côte d’Ivoire. Il a été deux fois candidat à l’élection présidentielle de 2015 et 2020.

## Biographie

### Enfance
Tahirou a fait son école primaire et secondaire à Gaoua. Il est titulaire d’une maitrise en droit et du DESS en gestion des ressources humaines et du travail obtenus à l’Université de Ouagadougou (actuelle Université Joseph Ki-Zerbo).

### Débuts en politique
Dans la cellule estudiantine, Tahirou occupe le poste de secrétaire général. Après ses études, il intègre le bureau exécutif national comme secrétaire adjoint chargé des relations extérieures, puis secrétaire adjoint des questions juridiques et électorales en 2006. 
Il commence sa carrière politique au début 1999 avec le parti politique PAREN de Laurent Bado, professeur d’universités.  

## Parcours politique
En 2010, Laurent Bado lui cède sa place de président du parti. En janvier 2012, Tahirou Barry est investi candidat, à l’élection présidentielle de 2015 sous la bannière du PAREN. Il arrive troisième à l’issue des résultats après Zéphirin Diabré et Roch Kaboré. Il est nommé ministre de la Culture et du Tourisme dans le premier gouvernement dirigé par Paul Kaba Thiéba. Il le sera de 2017 à 2018. Il démissionne de ce gouvernement, mais aussi du PAREN, crée plus tard son parti appelé le Mouvement pour le Changement et la Renaissance (MCR) et rejoint l’assemblée nationale. Il est remplacé par Abdoul Karim Sango, au Ministère de la Culture et du Tourisme. Il est investi le 26 janvier à Gaoua comme candidat à l’élection présidentielle de novembre 2020.
En tant que ministre chargé de la Culture et du Tourisme, il a procédé à la réhabilitation de la mosquée de Dioulasso-bâ (500 millions de CFA en 2019) grâce à une souscription volontaire,,.
Il a été deux fois candidat à l’élection présidentielle de 2015,,et 2020,,.